# 24h Le Mans 2022

Tor Circuit de la Sarthe

24h Le Mans 2022 – 90. edycja 24-godzinnego wyścigu, który odbył się 11–12 czerwca 2022 roku. Wyścig został zorganizowany przez Automobile Club de l’Ouest (ACO) w ramach sezonu 2022 serii FIA World Endurance Championship.

## Lista startowa

### Automatyczne zaproszenia
| Powód zaproszenia                                      | LMP2              | LMGTE Pro                                | LMGTE Am                                 |
| ------------------------------------------------------ | ----------------- | ---------------------------------------- | ---------------------------------------- |
| Wygrana w 24h Le Mans                                  | Team WRT          |                                          | AF Corse                                 |
| Mistrzostwo European Le Mans Series (LMP2 i LMGTE)     | Team WRT          |                                          | Iron Lynx                                |
| Wicemistrzostwo European Le Mans Series (LMP2 i LMGTE) | United Autosports |                                          | Spirit of Race                           |
| Mistrzostwo European Le Mans Series (LMP3)             | DKR Engineering   |                                          |                                          |
| Nagrody dla kierowców IMSA SportsCar Championship      | Ben Keating       |                                          | Rob Ferriol                              |
| IMSA SportsCar Championship                            |                   | Riley Motorsports                        |                                          |
| Mistrzostwo Asian Le Mans Series (LMP2 i GT)           | Nielsen Racing    | Inception Racing with Optimum Motorsport | Inception Racing with Optimum Motorsport |
| Mistrzostwo Asian Le Mans Series (LMP3)                | CD Sport          |                                          |                                          |
| Mistrzostwo Michelin Le Mans Cup (GT3)                 |                   |                                          | Iron Lynx                                |
| Źródła                                                 |                   |                                          |                                          |

### Pełna lista startowa
| Ikona | Seria                            |
| ----- | -------------------------------- |
| WEC   | FIA World Endurance Championship |
| ELMS  | European Le Mans Series          |
| ALMS  | Asian Le Mans Series             |
| IMSA  | IMSA SportsCar Championship      |
| 24LM  | Tylko 24h Le Mans                |

#### Kategoria Hypercar
| Nr     | Zespół              | Samochód            | Hybryda | Opony | Seria | Kierowcy         | Kierowcy        | Kierowcy           |
| ------ | ------------------- | ------------------- | ------- | ----- | ----- | ---------------- | --------------- | ------------------ |
| 7      | Toyota Gazoo Racing | Toyota GR010 Hybrid | Tak     | M     | WEC   | Mike Conway      | Kamui Kobayashi | José María López   |
| 8      | Toyota Gazoo Racing | Toyota GR010 Hybrid | Tak     | M     | WEC   | Sébastien Buemi  | Brendon Hartley | Ryō Hirakawa       |
| 36     | Alpine Elf Team     | Alpine A480-Gibson  | Nie     | M     | WEC   | Nicolas Lapierre | André Negrão    | Matthieu Vaxivière |
| 708    | Glickenhaus Racing  | Glickenhaus 007 LMH | Nie     | M     | WEC   | Olivier Pla      | Pipo Derani     | Romain Dumas       |
| 709    | Glickenhaus Racing  | Glickenhaus 007 LMH | Nie     | M     | 24LM  | Ryan Briscoe     | Franck Mailleux | Richard Westbrook  |
| Źródło |                     |                     |         |       |       |                  |                 |                    |

#### Kategoria LMP2
| Nr     | Zespół                    | Samochód              | Opony | Seria | K  | Kierowcy             | Kierowcy                 | Kierowcy            |
| ------ | ------------------------- | --------------------- | ----- | ----- | -- | -------------------- | ------------------------ | ------------------- |
| 1      | Richard Mille Racing Team | Oreca 07-Gibson       | G     | WEC   | P2 | Lilou Wadoux         | Sébastien Ogier          | Charles Milesi      |
| 3      | DKR Engineering           | Oreca 07-Gibson       | G     | ELMS  | PA | Jean Glorieux        | Laurents Hörr            | Alexandre Cougnaud  |
| 5      | Team Penske               | Oreca 07-Gibson       | G     | WEC   | P2 | Dane Cameron         | Emmanuel Collard         | Felipe Nasr         |
| 9      | Prema Orlen Team          | Oreca 07-Gibson       | G     | WEC   | P2 | Robert Kubica        | Louis Delétraz           | Lorenzo Colombo     |
| 10     | Vector Sport              | Oreca 07-Gibson       | G     | WEC   | P2 | Nico Müller          | Sébastien Bourdais       | Ryan Cullen         |
| 13     | TDS Racing x Vaillante    | Oreca 07-Gibson       | G     | ELMS  | PA | Mathias Beche        | Philippe Cimadomo        | Tijmen van der Helm |
| 22     | United Autosports USA     | Oreca 07-Gibson       | G     | WEC   | P2 | Filipe Albuquerque   | Philip Hanson            | Will Owen           |
| 23     | United Autosports USA     | Oreca 07-Gibson       | G     | WEC   | P2 | Alex Lynn            | Oliver Jarvis            | Josh Pierson        |
| 24     | Nielsen Racing            | Oreca 07-Gibson       | G     | ALMS  | PA | Matt Bell            | Ben Hanley               | Rodrigo Sales       |
| 27     | CD Sport                  | Ligier JS P217-Gibson | G     | ALMS  | PA | Christophe Cresp     | Michael Jensen           | Steven Palette      |
| 28     | Jota                      | Oreca 07-Gibson       | G     | WEC   | P2 | Oliver Rasmussen     | Edward Jones             | Jonathan Aberdein   |
| 30     | Duqueine Team             | Oreca 07-Gibson       | G     | ELMS  | P2 | Richard Bradley      | Reshad de Gerus          | Memo Rojas          |
| 31     | WRT                       | Oreca 07-Gibson       | G     | WEC   | P2 | Robin Frijns         | René Rast                | Sean Gelael         |
| 32     | Team WRT                  | Oreca 07-Gibson       | G     | 24LM  | P2 | Mirko Bortolotti     | Rolf Ineichen            | Dries Vanthoor      |
| 34     | Inter Europol Competition | Oreca 07-Gibson       | G     | WEC   | P2 | Alex Brundle         | Jakub Śmiechowski        | Esteban Gutiérrez   |
| 35     | Ultimate                  | Oreca 07-Gibson       | G     | WEC   | PA | Jean-Baptiste Lahaye | Matthieu Lahaye          | François Heriau     |
| 37     | Cool Racing               | Oreca 07-Gibson       | G     | ELMS  | P2 | Niklas Krütten       | Ricky Taylor             | Yifei Ye            |
| 38     | Jota                      | Oreca 07-Gibson       | G     | WEC   | P2 | Roberto González     | António Félix da Costa   | Will Stevens        |
| 40     | Graff Racing              | Oreca 07-Gibson       | G     | ELMS  | PA | David Droux          | Sébastien Page           | Eric Trouillet      |
| 41     | RealTeam by WRT           | Oreca 07-Gibson       | G     | WEC   | P2 | Ferdinand Habsburg   | Rui Andrade              | Norman Nato         |
| 43     | Inter Europol Competition | Oreca 07-Gibson       | G     | ELMS  | P2 | Pietro Fittipaldi    | David Heinemeier Hansson | Fabio Scherer       |
| 44     | ARC Bratislava            | Oreca 07-Gibson       | G     | WEC   | PA | Miroslav Konôpka     | Bent Viscaal             | Tristan Vautier     |
| 45     | Algarve Pro Racing        | Oreca 07-Gibson       | G     | WEC   | PA | James Allen          | René Binder              | Steven Thomas       |
| 47     | Algarve Pro Racing        | Oreca 07-Gibson       | G     | ELMS  | PA | John Falb            | Sophia Flörsch           | Jack Aitken         |
| 48     | IDEC Sport                | Oreca 07-Gibson       | G     | ELMS  | P2 | Paul-Loup Chatin     | Paul Lafargue            | Patrick Pilet       |
| 65     | Panis Racing              | Oreca 07-Gibson       | G     | ELMS  | P2 | Julien Canal         | Nicolas Jamin            | Job van Uitert      |
| 83     | AF Corse                  | Oreca 07-Gibson       | G     | WEC   | PA | François Perrodo     | Nicklas Nielsen          | Alessio Rovera      |
| Źródło |                           |                       |       |       |    |                      |                          |                     |

| Ikona | Klasyfikacja          |
| ----- | --------------------- |
| P2    | Tylko LMP2            |
| PA    | LMP2 oraz LMP2 Pro-Am |

#### Kategoria LMGTE Pro
| Nr     | Zespół            | Samochód                | Opony | Seria | Kierowcy            | Kierowcy              | Kierowcy            |
| ------ | ----------------- | ----------------------- | ----- | ----- | ------------------- | --------------------- | ------------------- |
| 51     | AF Corse          | Ferrari 488 GTE Evo     | M     | WEC   | James Calado        | Alessandro Pier Guidi | Daniel Serra        |
| 52     | AF Corse          | Ferrari 488 GTE Evo     | M     | WEC   | Miguel Molina       | Antonio Fuoco         | Davide Rigon        |
| 63     | Corvette Racing   | Chevrolet Corvette C8.R | M     | IMSA  | Nicky Catsburg      | Antonio García        | Jordan Taylor       |
| 64     | Corvette Racing   | Chevrolet Corvette C8.R | M     | WEC   | Tommy Milner        | Alexander Sims        | Nick Tandy          |
| 74     | Riley Motorsports | Ferrari 488 GTE Evo     | M     | IMSA  | Sam Bird            | Felipe Fraga          | Shane Van Gisbergen |
| 91     | Porsche GT Team   | Porsche 911 RSR-19      | M     | WEC   | Gianmaria Bruni     | Richard Lietz         | Frédéric Makowiecki |
| 92     | Porsche GT Team   | Porsche 911 RSR-19      | M     | WEC   | Michael Christensen | Kévin Estre           | Laurens Vanthoor    |
| Źródło |                   |                         |       |       |                     |                       |                     |

#### Kategoria LMGTE Am
| Nr     | Zespół                | Samochód                 | Opony | Seria | Kierowcy             | Kierowcy              | Kierowcy           |
| ------ | --------------------- | ------------------------ | ----- | ----- | -------------------- | --------------------- | ------------------ |
| 21     | AF Corse              | Ferrari 488 GTE Evo      | M     | WEC   | Toni Vilander        | Christoph Ulrich      | Simon Mann         |
| 33     | TF Sport              | Aston Martin Vantage AMR | M     | WEC   | Marco Sørensen       | Ben Keating           | Henrique Chaves    |
| 46     | Team Project 1        | Porsche 911 RSR-19       | M     | WEC   | Matteo Cairoli       | Mikkel Pedersen       | Nicolas Leutwiler  |
| 54     | AF Corse              | Ferrari 488 GTE Evo      | M     | WEC   | Nick Cassidy         | Francesco Castellacci | Thomas Flohr       |
| 55     | Spirit of Race        | Ferrari 488 GTE Evo      | M     | ELMS  | Duncan Cameron       | Matthew Griffin       | David Perel        |
| 56     | Team Project 1        | Porsche 911 RSR-19       | M     | WEC   | Ben Barnicoat        | Brendan Iribe         | Ollie Millroy      |
| 57     | Kessel Racing         | Ferrari 488 GTE Evo      | M     | ELMS  | Frederik Schandorff  | Takeshi Kimura        | Mikkel Jensen      |
| 59     | Inception Racing      | Ferrari 488 GTE Evo      | M     | ALMS  | Alexander West       | Côme Ledogar          | Marvin Klein       |
| 60     | Iron Lynx             | Ferrari 488 GTE Evo      | M     | WEC   | Raffaele Gianmaria   | Alessandro Balzan     | Claudio Schiavoni  |
| 61     | AF Corse              | Ferrari 488 GTE Evo      | M     | ALMS  | Louis Prette         | Conrad Grunewald      | Vincent Abril      |
| 66     | JMW Motorsport        | Ferrari 488 GTE Evo      | M     | ELMS  | Renger van der Zande | Mark Kvamme           | Jason Hart         |
| 71     | Spirit of Race        | Ferrari 488 GTE Evo      | M     | WEC   | Franck Dezoteux      | Pierre Ragues         | Gabriel Aubry      |
| 75     | Iron Lynx             | Ferrari 488 GTE Evo      | M     | 24LM  | Pierre Ehret         | Christian Hook        | Nicolas Varrone    |
| 77     | Dempsey-Proton Racing | Porsche 911 RSR-19       | M     | WEC   | Christian Ried       | Sebastian Priaulx     | Harry Tincknell    |
| 79     | WeatherTech Racing    | Porsche 911 RSR-19       | M     | IMSA  | Cooper MacNeil       | Julien Andlauer       | Thomas Merrill     |
| 80     | Iron Lynx             | Ferrari 488 GTE Evo      | M     | ELMS  | Matteo Cressoni      | Giancarlo Fisichella  | Richard Heistand   |
| 85     | Iron Dames            | Ferrari 488 GTE Evo      | M     | WEC   | Rahel Frey           | Michelle Gatting      | Sarah Bovy         |
| 86     | GR Racing             | Porsche 911 RSR-19       | M     | WEC   | Ben Barker           | Riccardo Pera         | Michael Wainwright |
| 88     | Dempsey-Proton Racing | Porsche 911 RSR-19       | M     | WEC   | Fred Poordad         | Maxwell Root          | Jan Heylen         |
| 93     | Proton Competition    | Porsche 911 RSR-19       | M     | ELMS  | Matt Campbell        | Michael Fassbender    | Zacharie Robichon  |
| 98     | Northwest AMR         | Aston Martin Vantage AMR | M     | WEC   | Paul Dalla Lana      | Nicki Thiim           | David Pittard      |
| 99     | Team Hardpoint        | Porsche 911 RSR-19       | M     | IMSA  | Andrew Haryanto      | Martin Rump           | Alessio Picariello |
| 777    | D'station Racing      | Aston Martin Vantage AMR | M     | WEC   | Tomonobu Fujii       | Satoshi Hoshino       | Charlie Fagg       |
| Źródło |                       |                          |       |       |                      |                       |                    |

### Lista rezerwowa
| 1      | LMP2     | 49  | High Class Racing     | Oreca 07-Gibson          | G |
| 2      | LMGTE Am | 488 | Rinaldi Racing        | Ferrari 488 GTE Evo      | M |
| 3      | LMP2     | 29  | Racing Team Nederland | Oreca 07-Gibson          | G |
| 4      | LMGTE Am | 18  | Absolute Racing       | Porsche 911 RSR-19       | M |
| 5      | LMGTE Am | 95  | TF Sport              | Aston Martin Vantage AMR | M |
| 6      | LMP2     | 20  | High Class Racing     | Oreca 07-Gibson          | G |
| Źródło |          |     |                       |                          |   |

## Harmonogram
| Dzień                | Godzina | Sesja                     | Długość    |
| -------------------- | ------- | ------------------------- | ---------- |
| Niedziela, 5 czerwca | 9:00    | Pierwsza sesja testowa    | 4 godziny  |
| Niedziela, 5 czerwca | 14:00   | Druga sesja testowa       | 4 godziny  |
| Środa, 8 czerwca     | 14:00   | Pierwsza sesja treningowa | 3 godziny  |
| Środa, 8 czerwca     | 19:00   | Kwalifikacje              | 60 minut   |
| Środa, 8 czerwca     | 22:00   | Druga sesja treningowa    | 2 godziny  |
| Czwartek, 9 czerwca  | 15:00   | Trzecia sesja treningowa  | 3 godziny  |
| Czwartek, 9 czerwca  | 20:00   | Hyperpole                 | 30 minut   |
| Czwartek, 9 czerwca  | 22:00   | Czwarta sesja treningowa  | 2 godziny  |
| Sobota, 11 czerwca   | 10:30   | Rozgrzewka                | 15 minut   |
| Sobota, 11 czerwca   | 16:00   | Wyścig                    | 24 godziny |
| Źródła               |         |                           |            |

## Dzień testowy
Dzień testowy odbył się 5 czerwca i w ramach niego zorganizowano dwie sesje.
| Klasa          | Zespół                    | Samochód                | Czas           | Okr.           |
| Sesja pierwsza | Sesja pierwsza            | Sesja pierwsza          | Sesja pierwsza | Sesja pierwsza |
| -------------- | ------------------------- | ----------------------- | -------------- | -------------- |
| Hypercar       | #7 Toyota Gazoo Racing    | Toyota GR010 Hybrid     | 3:31,626       | 50             |
| LMP2           | #38 Jota                  | Oreca 07 – Gibson       | 3:33,964       | 49             |
| LMGTE Pro      | #64 Corvette Racing       | Chevrolet Corvette C8.R | 3:54,690       | 47             |
| LMGTE Am       | #85 Iron Dames            | Ferrari 488 GTE Evo     | 3:55,678       | 35             |
| Sesja druga    |                           |                         |                |                |
| Hypercar       | #7 Toyota Gazoo Racing    | Toyota GR010 Hybrid     | 3:29,896       | 54             |
| LMP2           | #22 United Autosports USA | Oreca 07 – Gibson       | 3:32,099       | 48             |
| LMGTE Pro      | #64 Corvette Racing       | Chevrolet Corvette C8.R | 3:54,001       | 37             |
| LMGTE Am       | #57 Kessel Racing         | Ferrari 488 GTE Evo     | 3:54,827       | 46             |

## Sesje treningowe
| Klasa          | Zespół                      | Samochód                | Czas           | Okr.           |
| Sesja pierwsza | Sesja pierwsza              | Sesja pierwsza          | Sesja pierwsza | Sesja pierwsza |
| -------------- | --------------------------- | ----------------------- | -------------- | -------------- |
| Hypercar       | #8 Toyota Gazoo Racing      | Toyota GR010 Hybrid     | 3:29,441       | 41             |
| LMP2           | #23 United Autosports USA   | Oreca 07 – Gibson       | 3:30,238       | 39             |
| LMGTE Pro      | #63 Corvette Racing         | Chevrolet Corvette C8.R | 3:53,250       | 47             |
| LMGTE Am       | #79 WeatherTech Racing      | Porsche 911 RSR-19      | 3:55,082       | 32             |
| Sesja druga    |                             |                         |                |                |
| Hypercar       | #708 Glickenhaus Racing     | Glickenhaus 007 LMH     | 3:28,900       | 30             |
| LMP2           | #31 WRT                     | Oreca 07 – Gibson       | 3:33,119       | 31             |
| LMGTE Pro      | #63 Corvette Racing         | Chevrolet Corvette C8.R | 3:53,492       | 26             |
| LMGTE Am       | #46 Team Project 1          | Porsche 911 RSR-19      | 3:55,629       | 26             |
| Sesja trzecia  |                             |                         |                |                |
| Hypercar       | #7 Toyota Gazoo Racing      | Toyota GR010 Hybrid     | 3:26,796       | 38             |
| LMP2           | #22 United Autosports USA   | Oreca 07 – Gibson       | 3:30,964       | 33             |
| LMGTE Pro      | #64 Corvette Racing         | Chevrolet Corvette C8.R | 3:52,307       | 25             |
| LMGTE Am       | #46 Team Project 1          | Porsche 911 RSR-19      | 3:54,386       | 27             |
| Sesja czwarta  |                             |                         |                |                |
| Hypercar       | #7 Toyota Gazoo Racing      | Toyota GR010 Hybrid     | 3:28,322       | 31             |
| LMP2           | #23 United Autosports USA   | Oreca 07 – Gibson       | 3:32,226       | 28             |
| LMGTE Pro      | #63 Corvette Racing         | Chevrolet Corvette C8.R | 3:52,710       | 24             |
| LMGTE Am       | #77 Dempsey - Proton Racing | Porsche 911 RSR-19      | 3:55,067       | 13             |

## Kwalifikacje
Pole position w każdej z klas jest oznaczone pogrubieniem. 
| Poz.   | Klasa     | Zespół                        | Kwalifikacje | Hyperpole | Poz. s. |
| ------ | --------- | ----------------------------- | ------------ | --------- | ------- |
| 1      | Hypercar  | #8 Toyota Gazoo Racing        | 3:40.842     | 3:24.408  | 1       |
| 2      | Hypercar  | #7 Toyota Gazoo Racing        | 3:27.247     | 3:24.828  | 2       |
| 3      | Hypercar  | #36 Alpine Elf Team           | 3:29.656     | 3:24.850  | 3       |
| 4      | Hypercar  | #709 Glickenhaus Racing       | 3:27.978     | 3:25.841  | 4       |
| 5      | Hypercar  | #708 Glickenhaus Racing       | 3:27.355     | 3:26.359  | 5       |
| 6      | LMP2      | #31 WRT                       | 3:29.898     | 3:28.394  | 6       |
| 7      | LMP2      | #22 United Autosports USA     | 3:30.639     | 3:30.070  | 7       |
| 8      | LMP2      | #38 Jota                      | 3:30.124     | 3:30.373  | 8       |
| 9      | LMP2      | #41 RealTeam by WRT           | 3:30.440     | 3:30.522  | 9       |
| 10     | LMP2      | #9 Prema Orlen Team           | 3:30.651     | 3:31.115  | 10      |
| 11     | LMP2      | #23 United Autosports USA     | 3:30.568     | 3:31.596  | 11      |
| 12     | LMP2      | #1 Richard Mille Racing       | 3:31.368     |           | 12      |
| 13     | LMP2      | #65 Panis Racing              | 3:31.382     |           | 13      |
| 14     | LMP2      | #5 Team Penske                | 3:31.462     |           | 14      |
| 15     | LMP2      | #32 Team WRT                  | 3:31.808     |           | 15      |
| 16     | LMP2      | #30 Duqueine Team             | 3:32.000     |           | 16      |
| 17     | LMP2      | #37 Cool Racing               | 3:32.008     |           | 17      |
| 18     | LMP2      | #28 Jota                      | 3:32.138     |           | 18      |
| 19     | LMP2      | #48 IDEC Sport                | 3:32.285     |           | 19      |
| 20     | LMP2      | #34 Inter Europol Competition | 3:32.549     |           | 20      |
| 21     | LMP2      | #24 Nielsen Racing            | 3:32.956     |           | 21      |
| 22     | LMP2      | #35 Ultimate                  | 3:33.463     |           | 22      |
| 23     | LMP2      | #44 ARC Bratislava            | 3:33.480     |           | 23      |
| 24     | LMP2      | #39 Graff Racing              | 3:33.483     |           | 24      |
| 25     | LMP2      | #3 DKR Engineering            | 3:34.524     |           | 25      |
| 26     | LMP2      | #47 Algarve Pro Racing        | 3:36.371     |           | 26      |
| 27     | LMP2      | #83 AF Corse                  | 3:36.548     |           | 27      |
| 28     | LMP2      | #27 CD Sport                  | 3:38.136     |           | 28      |
| 29     | LMP2      | #43 Inter Europol Competition | 3:38.491     |           | 29      |
| 30     | LMP2      | #10 Vector Sport              | Bez czasu    |           | 62      |
| 31     | LMP2      | #13 TDS Racing x Vaillante    | Bez czasu    |           | 30      |
| 32     | LMP2      | #45 Algarve Pro Racing        | Bez czasu    |           | 61      |
| 33     | LMGTE Pro | #64 Corvette Racing           | 3:51.491     | 3:49.985  | 31      |
| 34     | LMGTE Pro | #63 Corvette Racing           | 3:51.132     | 3:50.177  | 32      |
| 35     | LMGTE Pro | #91 Porsche GT Team           | 3:51.382     | 3:50.377  | 33      |
| 36     | LMGTE Pro | #92 Porsche GT Team           | 3:50.999     | 3:50.522  | 34      |
| 37     | LMGTE Pro | #52 AF Corse                  | 3:51.614     | 3:51.779  | 35      |
| 38     | LMGTE Pro | #51 AF Corse                  | 3:51.502     | 3:51.816  | 36      |
| 39     | LMGTE Pro | #74 Riley Motorsports         | 4:03.311     |           | 37      |
| 40     | LMGTE Am  | #61 AF Corse                  | 3:54.316     | 3:52.594  | 38      |
| 41     | LMGTE Am  | #57 Kessel Racing             | 3:53.489     | 3:52.751  | 39      |
| 42     | LMGTE Am  | #57 Dempsey - Proton Racing   | 3:54.224     | 3:53.006  | 40      |
| 43     | LMGTE Am  | #98 NorthWest AMR             | 3:52.559     | 3:53.578  | 41      |
| 44     | LMGTE Am  | #54 AF Corse                  | 3:53.690     | 3:53.757  | 42      |
| 45     | LMGTE Am  | #85 Iron Dames                | 3:54.081     | 3:53.869  | 43      |
| 46     | LMGTE Am  | #86 GR Racing                 | 3:54.323     |           | 44      |
| 47     | LMGTE Am  | #56 Team Project 1            | 3:54.510     |           | 45      |
| 48     | LMGTE Am  | #46 Team Project 1            | 3:54.533     |           | 46      |
| 49     | LMGTE Am  | #79 WeatherTech Racing        | 3:54.912     |           | 47      |
| 50     | LMGTE Am  | #99 Hardpoint Motorsport      | 3:55.076     |           | 48      |
| 51     | LMGTE Am  | #59 Inception Racing          | 3:55.162     |           | 49      |
| 52     | LMGTE Am  | #21 AF Corse                  | 3:55.308     |           | 50      |
| 53     | LMGTE Am  | #55 Spirit of Race            | 3:55.617     |           | 51      |
| 54     | LMGTE Am  | #75 Iron Lynx                 | 3:55.672     |           | 52      |
| 55     | LMGTE Am  | #66 JMW Motorsport            | 3:56.008     |           | 53      |
| 56     | LMGTE Am  | #777 D'station Racing         | 3:56.437     |           | 54      |
| 57     | LMGTE Am  | #88 Dempsey - Proton Racing   | 3:56.516     |           | 55      |
| 58     | LMGTE Am  | #33 TF Sport                  | 3:57.044     |           | 56      |
| 59     | LMGTE Am  | #60 Iron Lynx                 | 4:05.633     |           | 57      |
| 60     | LMGTE Am  | #93 Proton Competition        | 4:07.907     |           | 58      |
| 61     | LMGTE Am  | #80 Iron Lynx                 | 4:23.223     |           | 59      |
| 62     | LMGTE Am  | #71 Spirit of Race            | Bez czasu    |           | 60      |
| Źródła |           |                               |              |           |         |

## Wyścig

### Wyniki
Minimum do bycia sklasyfikowanym (70 procent dystansu pokonanego przez zwycięzców wyścigu) wyniosło 266 okrążeń. Zwycięzcy klas są oznaczeni pogrubieniem.
| Poz.                          | Klasa       | Zespół                        | Kierowcy                                                 | Samochód                         | Opony | Okr. | Czas          |
| Poz.                          | Klasa       | Zespół                        | Kierowcy                                                 | Silnik                           | Opony | Okr. | Czas          |
| ----------------------------- | ----------- | ----------------------------- | -------------------------------------------------------- | -------------------------------- | ----- | ---- | ------------- |
| 1                             | Hypercar    | #8 Toyota Gazoo Racing        | Sébastien Buemi Brendon Hartley Ryō Hirakawa             | Toyota GR010 Hybrid              | M     | 380  | 24:02:07.996  |
| 1                             | Hypercar    | #8 Toyota Gazoo Racing        | Sébastien Buemi Brendon Hartley Ryō Hirakawa             | Toyota 3.5L V6 Twin-Turbo Hybrid | M     | 380  | 24:02:07.996  |
| 2                             | Hypercar    | #7 Toyota Gazoo Racing        | Mike Conway Kamui Kobayashi José María López             | Toyota GR010 Hybrid              | M     | 380  | +2:01.222     |
| 2                             | Hypercar    | #7 Toyota Gazoo Racing        | Mike Conway Kamui Kobayashi José María López             | Toyota 3.5L V6 Twin-Turbo Hybrid | M     | 380  | +2:01.222     |
| 3                             | Hypercar    | #709 Glickenhaus Racing       | Ryan Briscoe Richard Westbrook Franck Mailleux           | Glickenhaus 007 LMH              | M     | 375  | +5 okrążeń    |
| 3                             | Hypercar    | #709 Glickenhaus Racing       | Ryan Briscoe Richard Westbrook Franck Mailleux           | Glickenhaus 3.5 L Turbo V8       | M     | 375  | +5 okrążeń    |
| 4                             | Hypercar    | #708 Glickenhaus Racing       | Olivier Pla Romain Dumas Pipo Derani                     | Glickenhaus 007 LMH              | M     | 370  | +10 okrążeń   |
| 4                             | Hypercar    | #708 Glickenhaus Racing       | Olivier Pla Romain Dumas Pipo Derani                     | Glickenhaus 3.5 L Turbo V8       | M     | 370  | +10 okrążeń   |
| 5                             | LMP2        | #38 Jota                      | Roberto González António Félix da Costa Will Stevens     | Oreca 07                         | G     | 369  | +11 okrążeń   |
| 5                             | LMP2        | #38 Jota                      | Roberto González António Félix da Costa Will Stevens     | Gibson GK428 4.2 L V8            | G     | 369  | +11 okrążeń   |
| 6                             | LMP2        | #9 Prema Orlen Team           | Robert Kubica Louis Delétraz Lorenzo Colombo             | Oreca 07                         | G     | 369  | +11 okrążeń   |
| 6                             | LMP2        | #9 Prema Orlen Team           | Robert Kubica Louis Delétraz Lorenzo Colombo             | Gibson GK428 4.2 L V8            | G     | 369  | +11 okrążeń   |
| 7                             | LMP2        | #28 Jota                      | Oliver Rasmussen Ed Jones Jonathan Aberdein              | Oreca 07                         | G     | 368  | +12 okrążeń   |
| 7                             | LMP2        | #28 Jota                      | Oliver Rasmussen Ed Jones Jonathan Aberdein              | Gibson GK428 4.2 L V8            | G     | 368  | +12 okrążeń   |
| 8                             | LMP2        | #13 TDS Racing x Vaillante    | Nyck de Vries Mathias Beche Tijmen van der Helm          | Oreca 07                         | G     | 368  | +12 okrążeń   |
| 8                             | LMP2        | #13 TDS Racing x Vaillante    | Nyck de Vries Mathias Beche Tijmen van der Helm          | Gibson GK428 4.2 L V8            | G     | 368  | +12 okrążeń   |
| 9                             | LMP2        | #5 Team Penske                | Dane Cameron Emmanuel Collard Felipe Nasr                | Oreca 07                         | G     | 368  | +12 okrążeń   |
| 9                             | LMP2        | #5 Team Penske                | Dane Cameron Emmanuel Collard Felipe Nasr                | Gibson GK428 4.2 L V8            | G     | 368  | +12 okrążeń   |
| 10                            | LMP2        | #23 United Autosports USA     | Alex Lynn Oliver Jarvis Josh Pierson                     | Oreca 07                         | G     | 368  | +12 okrążeń   |
| 10                            | LMP2        | #23 United Autosports USA     | Alex Lynn Oliver Jarvis Josh Pierson                     | Gibson GK428 4.2 L V8            | G     | 368  | +12 okrążeń   |
| 11                            | LMP2        | #37 Cool Racing               | Yifei Ye Ricky Taylor Niklas Krütten                     | Oreca 07                         | G     | 367  | +13 okrążeń   |
| 11                            | LMP2        | #37 Cool Racing               | Yifei Ye Ricky Taylor Niklas Krütten                     | Gibson GK428 4.2 L V8            | G     | 367  | +13 okrążeń   |
| 12                            | LMP2        | #48 IDEC Sport                | Paul Lafargue Paul-Loup Chatin Patrick Pilet             | Oreca 07                         | G     | 366  | +14 okrążeń   |
| 12                            | LMP2        | #48 IDEC Sport                | Paul Lafargue Paul-Loup Chatin Patrick Pilet             | Gibson GK428 4.2 L V8            | G     | 366  | +14 okrążeń   |
| 13                            | LMP2        | #1 Richard Mille Racing Team  | Lilou Wadoux Sébastien Ogier Charles Milesi              | Oreca 07                         | G     | 366  | +14 okrążeń   |
| 13                            | LMP2        | #1 Richard Mille Racing Team  | Lilou Wadoux Sébastien Ogier Charles Milesi              | Gibson GK428 4.2 L V8            | G     | 366  | +14 okrążeń   |
| 14                            | LMP2        | #22 United Autosports USA     | Philip Hanson Filipe Albuquerque Will Owen               | Oreca 07                         | G     | 366  | +14 okrążeń   |
| 14                            | LMP2        | #22 United Autosports USA     | Philip Hanson Filipe Albuquerque Will Owen               | Gibson GK428 4.2 L V8            | G     | 366  | +14 okrążeń   |
| 15                            | LMP2        | #32 Team WRT                  | Rolf Ineichen Mirko Bortolotti Dries Vanthoor            | Oreca 07                         | G     | 366  | +14 okrążeń   |
| 15                            | LMP2        | #32 Team WRT                  | Rolf Ineichen Mirko Bortolotti Dries Vanthoor            | Gibson GK428 4.2 L V8            | G     | 366  | +14 okrążeń   |
| 16                            | LMP2        | #65 Panis Racing              | Julien Canal Nico Jamin Job van Uitert                   | Oreca 07                         | G     | 366  | +14 okrążeń   |
| 16                            | LMP2        | #65 Panis Racing              | Julien Canal Nico Jamin Job van Uitert                   | Gibson GK428 4.2 L V8            | G     | 366  | +14 okrążeń   |
| 17                            | LMP2        | #34 Inter Europol Competition | Jakub Śmiechowski Alex Brundle Esteban Gutiérrez         | Oreca 07                         | G     | 365  | +15 okrążeń   |
| 17                            | LMP2        | #34 Inter Europol Competition | Jakub Śmiechowski Alex Brundle Esteban Gutiérrez         | Gibson GK428 4.2 L V8            | G     | 365  | +15 okrążeń   |
| 18                            | LMP2        | #43 Inter Europol Competition | David Heinemeier Hansson Fabio Scherer Pietro Fittipaldi | Oreca 07                         | G     | 364  | +16 okrążeń   |
| 18                            | LMP2        | #43 Inter Europol Competition | David Heinemeier Hansson Fabio Scherer Pietro Fittipaldi | Gibson GK428 4.2 L V8            | G     | 364  | +16 okrążeń   |
| 19                            | LMP2 Pro-Am | #45 Algarve Pro Racing        | Steven Thomas James Allen René Binder                    | Oreca 07                         | G     | 363  | +17 okrążeń   |
| 19                            | LMP2 Pro-Am | #45 Algarve Pro Racing        | Steven Thomas James Allen René Binder                    | Gibson GK428 4.2 L V8            | G     | 363  | +17 okrążeń   |
| 20                            | LMP2 Pro-Am | #24 Nielsen Racing            | Rodrigo Sales Matt Bell Ben Hanley                       | Oreca 07                         | G     | 362  | +18 okrążeń   |
| 20                            | LMP2 Pro-Am | #24 Nielsen Racing            | Rodrigo Sales Matt Bell Ben Hanley                       | Gibson GK428 4.2 L V8            | G     | 362  | +18 okrążeń   |
| 21                            | LMP2        | #41 RealTeam by WRT           | Rui Pinto de Andrade Ferdinand Habsburg Norman Nato      | Oreca 07                         | G     | 362  | +18 okrążeń   |
| 21                            | LMP2        | #41 RealTeam by WRT           | Rui Pinto de Andrade Ferdinand Habsburg Norman Nato      | Gibson GK428 4.2 L V8            | G     | 362  | +18 okrążeń   |
| 22                            | LMP2 Pro-Am | #3 DKR Engineering            | Laurents Hörr Jean Glorieux Alexandre Cougnaud           | Oreca 07                         | G     | 362  | +18 okrążeń   |
| 22                            | LMP2 Pro-Am | #3 DKR Engineering            | Laurents Hörr Jean Glorieux Alexandre Cougnaud           | Gibson GK428 4.2 L V8            | G     | 362  | +18 okrążeń   |
| 23                            | Hypercar    | #36 Alpine Elf Team           | André Negrão Nicolas Lapierre Matthieu Vaxivière         | Alpine A480                      | M     | 362  | +18 okrążeń   |
| 23                            | Hypercar    | #36 Alpine Elf Team           | André Negrão Nicolas Lapierre Matthieu Vaxivière         | Gibson GL458 4.5 L V8            | M     | 362  | +18 okrążeń   |
| 24                            | LMP2 Pro-Am | #83 AF Corse                  | François Perrodo Nicklas Nielsen Alessio Rovera          | Oreca 07                         | G     | 361  | +19 okrążeń   |
| 24                            | LMP2 Pro-Am | #83 AF Corse                  | François Perrodo Nicklas Nielsen Alessio Rovera          | Gibson GK428 4.2 L V8            | G     | 361  | +19 okrążeń   |
| 25                            | LMP2 Pro-Am | #47 Algarve Pro Racing        | Sophia Flörsch John Falb Jack Aitken                     | Oreca 07                         | G     | 361  | +19 okrążeń   |
| 25                            | LMP2 Pro-Am | #47 Algarve Pro Racing        | Sophia Flörsch John Falb Jack Aitken                     | Gibson GK428 4.2 L V8            | G     | 361  | +19 okrążeń   |
| 26                            | LMP2 Pro-Am | #44 ARC Bratislava            | Miroslav Konôpka Bent Viscaal Tristan Vautier            | Oreca 07                         | G     | 360  | +20 okrążeń   |
| 26                            | LMP2 Pro-Am | #44 ARC Bratislava            | Miroslav Konôpka Bent Viscaal Tristan Vautier            | Gibson GK428 4.2 L V8            | G     | 360  | +20 okrążeń   |
| 27                            | LMP2        | #10 Vector Sport              | Nico Müller Ryan Cullen Sébastien Bourdais               | Oreca 07                         | G     | 357  | +23 okrążenia |
| 27                            | LMP2        | #10 Vector Sport              | Nico Müller Ryan Cullen Sébastien Bourdais               | Gibson GK428 4.2 L V8            | G     | 357  | +23 okrążenia |
| 28                            | LMGTE Pro   | #91 Porsche GT Team           | Gianmaria Bruni Richard Lietz Frédéric Makowiecki        | Porsche 911 RSR-19               | M     | 350  | +30 okrążeń   |
| 28                            | LMGTE Pro   | #91 Porsche GT Team           | Gianmaria Bruni Richard Lietz Frédéric Makowiecki        | Porsche 4.2 L Flat-6             | M     | 350  | +30 okrążeń   |
| 29                            | LMGTE Pro   | #51 AF Corse                  | Alessandro Pier Guidi James Calado Daniel Serra          | Ferrari 488 GTE Evo              | M     | 350  | +30 okrążeń   |
| 29                            | LMGTE Pro   | #51 AF Corse                  | Alessandro Pier Guidi James Calado Daniel Serra          | Ferrari F154CB 3.9 L Turbo V8    | M     | 350  | +30 okrążeń   |
| 30                            | LMGTE Pro   | #52 AF Corse                  | Miguel Molina Antonio Fuoco Davide Rigon                 | Ferrari 488 GTE Evo              | M     | 349  | +31 okrążeń   |
| 30                            | LMGTE Pro   | #52 AF Corse                  | Miguel Molina Antonio Fuoco Davide Rigon                 | Ferrari F154CB 3.9 L Turbo V8    | M     | 349  | +31 okrążeń   |
| 31                            | LMGTE Pro   | #92 Porsche GT Team           | Michael Christensen Kévin Estre Laurens Vanthoor         | Porsche 911 RSR-19               | M     | 348  | +32 okrążenia |
| 31                            | LMGTE Pro   | #92 Porsche GT Team           | Michael Christensen Kévin Estre Laurens Vanthoor         | Porsche 4.2 L Flat-6             | M     | 348  | +32 okrążenia |
| 32                            | LMGTE Pro   | #74 Riley Motorsports         | Felipe Fraga Sam Bird Shane Van Gisbergen                | Ferrari 488 GTE Evo              | M     | 347  | +33 okrążenia |
| 32                            | LMGTE Pro   | #74 Riley Motorsports         | Felipe Fraga Sam Bird Shane Van Gisbergen                | Ferrari F154CB 3.9 L Turbo V8    | M     | 347  | +33 okrążenia |
| 33                            | LMP2 Pro-Am | #39 Graff Racing              | Eric Trouillet Sébastien Page David Droux                | Oreca 07                         | G     | 344  | +36 okrążeń   |
| 33                            | LMP2 Pro-Am | #39 Graff Racing              | Eric Trouillet Sébastien Page David Droux                | Gibson GK428 4.2 L V8            | G     | 344  | +36 okrążeń   |
| 34                            | LMGTE Am    | #33 TF Sport                  | Ben Keating Henrique Chaves Marco Sørensen               | Aston Martin Vantage AMR         | M     | 343  | +37 okrążeń   |
| 34                            | LMGTE Am    | #33 TF Sport                  | Ben Keating Henrique Chaves Marco Sørensen               | Aston Martin 4.0 L Turbo V8      | M     | 343  | +37 okrążeń   |
| 35                            | LMGTE Am    | #79 WeatherTech Racing        | Cooper MacNeil Julien Andlauer Thomas Merrill            | Porsche 911 RSR-19               | M     | 343  | +37 okrążeń   |
| 35                            | LMGTE Am    | #79 WeatherTech Racing        | Cooper MacNeil Julien Andlauer Thomas Merrill            | Porsche 4.2 L Flat-6             | M     | 343  | +37 okrążeń   |
| 36                            | LMGTE Am    | #98 Northwest AMR             | Paul Dalla Lana David Pittard Nicki Thiim                | Aston Martin Vantage AMR         | M     | 342  | +38 okrążeń   |
| 36                            | LMGTE Am    | #98 Northwest AMR             | Paul Dalla Lana David Pittard Nicki Thiim                | Aston Martin 4.0 L Turbo V8      | M     | 342  | +38 okrążeń   |
| 37                            | LMGTE Am    | #86 GR Racing                 | Michael Wainwright Riccardo Pera Ben Barker              | Porsche 911 RSR-19               | M     | 340  | +40 okrążeń   |
| 37                            | LMGTE Am    | #86 GR Racing                 | Michael Wainwright Riccardo Pera Ben Barker              | Porsche 4.2 L Flat-6             | M     | 340  | +40 okrążeń   |
| 38                            | LMGTE Am    | #88 Dempsey-Proton Racing     | Fred Poordad Maxwell Root Jan Heylen                     | Porsche 911 RSR-19               | M     | 340  | +40 okrążeń   |
| 38                            | LMGTE Am    | #88 Dempsey-Proton Racing     | Fred Poordad Maxwell Root Jan Heylen                     | Porsche 4.2 L Flat-6             | M     | 340  | +40 okrążeń   |
| 39                            | LMGTE Am    | #54 AF Corse                  | Thomas Flohr Francesco Castellacci Nick Cassidy          | Ferrari 488 GTE Evo              | M     | 340  | +40 okrążeń   |
| 39                            | LMGTE Am    | #54 AF Corse                  | Thomas Flohr Francesco Castellacci Nick Cassidy          | Ferrari F154CB 3.9 L Turbo V8    | M     | 340  | +40 okrążeń   |
| 40                            | LMGTE Am    | #85 Iron Dames                | Rahel Frey Michelle Gatting Sarah Bovy                   | Ferrari 488 GTE Evo              | M     | 339  | +41 okrążeń   |
| 40                            | LMGTE Am    | #85 Iron Dames                | Rahel Frey Michelle Gatting Sarah Bovy                   | Ferrari F154CB 3.9 L Turbo V8    | M     | 339  | +41 okrążeń   |
| 41                            | LMGTE Am    | #21 AF Corse                  | Simon Mann Christoph Ulrich Toni Vilander                | Ferrari 488 GTE Evo              | M     | 339  | +41 okrążeń   |
| 41                            | LMGTE Am    | #21 AF Corse                  | Simon Mann Christoph Ulrich Toni Vilander                | Ferrari F154CB 3.9 L Turbo V8    | M     | 339  | +41 okrążeń   |
| 42                            | LMGTE Am    | #61 AF Corse                  | Louis Prette Conrad Grunewald Vincent Abril              | Ferrari 488 GTE Evo              | M     | 339  | +41 okrążeń   |
| 42                            | LMGTE Am    | #61 AF Corse                  | Louis Prette Conrad Grunewald Vincent Abril              | Ferrari F154CB 3.9 L Turbo V8    | M     | 339  | +41 okrążeń   |
| 43                            | LMGTE Am    | #55 Spirit of Race            | Duncan Cameron Matthew Griffin David Perel               | Ferrari 488 GTE Evo              | M     | 339  | +41 okrążeń   |
| 43                            | LMGTE Am    | #55 Spirit of Race            | Duncan Cameron Matthew Griffin David Perel               | Ferrari F154CB 3.9 L Turbo V8    | M     | 339  | +41 okrążeń   |
| 44                            | LMGTE Am    | #99 Hardpoint Motorsport      | Andrew Haryanto Alessio Picariello Martin Rump           | Porsche 911 RSR-19               | M     | 338  | +42 okrążenia |
| 44                            | LMGTE Am    | #99 Hardpoint Motorsport      | Andrew Haryanto Alessio Picariello Martin Rump           | Porsche 4.2 L Flat-6             | M     | 338  | +42 okrążenia |
| 45                            | LMGTE Am    | #57 Kessel Racing             | Takeshi Kimura Frederik Schandorff Mikkel Jensen         | Ferrari 488 GTE Evo              | M     | 336  | +44 okrążenia |
| 45                            | LMGTE Am    | #57 Kessel Racing             | Takeshi Kimura Frederik Schandorff Mikkel Jensen         | Ferrari F154CB 3.9 L Turbo V8    | M     | 336  | +44 okrążenia |
| 46                            | LMGTE Am    | #80 Iron Lynx                 | Matteo Cressoni Giancarlo Fisichella Richard Heistand    | Ferrari 488 GTE Evo              | M     | 336  | +44 okrążenia |
| 46                            | LMGTE Am    | #80 Iron Lynx                 | Matteo Cressoni Giancarlo Fisichella Richard Heistand    | Ferrari F154CB 3.9 L Turbo V8    | M     | 336  | +44 okrążenia |
| 47                            | LMGTE Am    | #77 Dempsey-Proton Racing     | Christian Ried Sebastian Priaulx Harry Tincknell         | Porsche 911 RSR-19               | M     | 336  | +44 okrążenia |
| 47                            | LMGTE Am    | #77 Dempsey-Proton Racing     | Christian Ried Sebastian Priaulx Harry Tincknell         | Porsche 4.2 L Flat-6             | M     | 336  | +44 okrążenia |
| 48                            | LMP2 Pro-Am | #35 Ultimate                  | Jean-Baptiste Lahaye Matthieu Lahaye François Heriau     | Oreca 07                         | G     | 335  | +45 okrążeń   |
| 48                            | LMP2 Pro-Am | #35 Ultimate                  | Jean-Baptiste Lahaye Matthieu Lahaye François Heriau     | Gibson GK428 4.2 L V8            | G     | 335  | +45 okrążeń   |
| 49                            | LMP2 Pro-Am | #27 CD Sport                  | Christophe Cresp Michael Jensen Steven Palette           | Ligier JS P217                   | G     | 333  | +47 okrążeń   |
| 49                            | LMP2 Pro-Am | #27 CD Sport                  | Christophe Cresp Michael Jensen Steven Palette           | Gibson GK428 4.2 L V8            | G     | 333  | +47 okrążeń   |
| 50                            | LMGTE Am    | #66 JMW Motorsport            | Renger van der Zande Mark Kvamme Jason Hart              | Ferrari 488 GTE Evo              | M     | 331  | +49 okrążeń   |
| 50                            | LMGTE Am    | #66 JMW Motorsport            | Renger van der Zande Mark Kvamme Jason Hart              | Ferrari F154CB 3.9 L Turbo V8    | M     | 331  | +49 okrążeń   |
| 51                            | LMGTE Am    | #93 Proton Competition        | Michael Fassbender Matt Campbell Zacharie Robichon       | Porsche 911 RSR-19               | M     | 329  | +51 okrążeń   |
| 51                            | LMGTE Am    | #93 Proton Competition        | Michael Fassbender Matt Campbell Zacharie Robichon       | Porsche 4.2 L Flat-6             | M     | 329  | +51 okrążeń   |
| 52                            | LMP2        | #30 Duqueine Team             | Richard Bradley Memo Rojas Reshad de Gerus               | Oreca 07                         | G     | 326  | +54 okrążenia |
| 52                            | LMP2        | #30 Duqueine Team             | Richard Bradley Memo Rojas Reshad de Gerus               | Gibson GK428 4.2 L V8            | G     | 326  | +54 okrążenia |
| 53                            | LMGTE Am    | #75 Iron Lynx                 | Pierre Ehret Christian Hook Nicolás Varrone              | Ferrari 488 GTE Evo              | M     | 324  | +56 okrążeń   |
| 53                            | LMGTE Am    | #75 Iron Lynx                 | Pierre Ehret Christian Hook Nicolás Varrone              | Ferrari F154CB 3.9 L Turbo V8    | M     | 324  | +56 okrążeń   |
| Niesklasyfikowani             |             |                               |                                                          |                                  |       |      |               |
|                               | LMGTE Am    | #60 Iron Lynx                 | Claudio Schiavoni Alessandro Balzan Raffaele Giammaria   | Ferrari 488 GTE Evo              | M     | 289  |               |
| Ferrari F154CB 3.9 L Turbo V8 | LMGTE Am    | #60 Iron Lynx                 | Claudio Schiavoni Alessandro Balzan Raffaele Giammaria   |                                  | M     | 289  |               |
| Nie ukończyli                 |             |                               |                                                          |                                  |       |      |               |
|                               | LMP2        | #31 WRT                       | Sean Gelael Robin Frijns René Rast                       | Oreca 07                         | G     | 285  |               |
| Gibson GK428 4.2 L V8         | LMP2        | #31 WRT                       | Sean Gelael Robin Frijns René Rast                       |                                  | G     | 285  |               |
|                               | LMGTE Pro   | #64 Corvette Racing           | Tommy Milner Nick Tandy Alexander Sims                   | Chevrolet Corvette C8.R          | M     | 260  |               |
| Chevrolet 5.5 L V8            | LMGTE Pro   | #64 Corvette Racing           | Tommy Milner Nick Tandy Alexander Sims                   |                                  | M     | 260  |               |
|                               | LMGTE Am    | #56 Team Project 1            | Brendan Iribe Ollie Millroy Ben Barnicoat                | Porsche 911 RSR-19               | M     | 241  |               |
| Porsche 4.2 L Flat-6          | LMGTE Am    | #56 Team Project 1            | Brendan Iribe Ollie Millroy Ben Barnicoat                |                                  | M     | 241  |               |
|                               | LMGTE Pro   | #63 Corvette Racing           | Antonio García Jordan Taylor Nicky Catsburg              | Chevrolet Corvette C8.R          | M     | 214  |               |
| Chevrolet 5.5 L V8            | LMGTE Pro   | #63 Corvette Racing           | Antonio García Jordan Taylor Nicky Catsburg              |                                  | M     | 214  |               |
|                               | LMGTE Am    | #59 Inception Racing          | Alexander West Côme Ledogar Marvin Klein                 | Ferrari 488 GTE Evo              | M     | 190  |               |
| Ferrari F154CB 3.9 L Turbo V8 | LMGTE Am    | #59 Inception Racing          | Alexander West Côme Ledogar Marvin Klein                 |                                  | M     | 190  |               |
|                               | LMGTE Am    | #71 Spirit of Race            | Franck Dezoteux Pierre Ragues Gabriel Aubry              | Ferrari 488 GTE Evo              | M     | 127  |               |
| Ferrari F154CB 3.9 L Turbo V8 | LMGTE Am    | #71 Spirit of Race            | Franck Dezoteux Pierre Ragues Gabriel Aubry              |                                  | M     | 127  |               |
|                               | LMGTE Am    | #777 D'station Racing         | Satoshi Hoshino Tomonobu Fujii Charlie Fagg              | Aston Martin Vantage AMR         | M     | 112  |               |
| Aston Martin 4.0 L Turbo V8   | LMGTE Am    | #777 D'station Racing         | Satoshi Hoshino Tomonobu Fujii Charlie Fagg              |                                  | M     | 112  |               |
|                               | LMGTE Am    | #46 Team Project 1            | Matteo Cairoli Mikkel O. Pedersen Nicolas Leutwiler      | Porsche 911 RSR-19               | M     | 77   |               |
| Porsche 4.2 L Flat-6          | LMGTE Am    | #46 Team Project 1            | Matteo Cairoli Mikkel O. Pedersen Nicolas Leutwiler      |                                  | M     | 77   |               |
| Źródło                        |             |                               |                                                          |                                  |       |      |               |

### Statystyki

#### Najszybsze okrążenie
| Klasa     | Kierowca         | Zespół                 | Czas     | Okr. |
| --------- | ---------------- | ---------------------- | -------- | ---- |
| Hypercar  | José María López | #7 Toyota Gazoo Racing | 3:27,749 | 371  |
| LMP2      | Norman Nato      | #41 RealTeam by WRT    | 3:30,918 | 312  |
| LMGTE Pro | Kévin Estre      | #92 Porsche GT Team    | 3:48,356 | 276  |
| LMGTE Am  | Julien Andlauer  | #79 WeatherTech Racing | 3:50,445 | 272  |
| Źródło    |                  |                        |          |      |